# Эссекс (Вермонт)
Э́ссекс (англ. Essex) — город в округе Читтенден, штат Вермонт, США. Согласно данным переписи населения США 2010 года, население города составляет 19 587 человек.

## История
Город был основан 7 июня 1763 года и был назван в честь графа Эссекса.
В ноябре 2021 года избиратели поселка Эссекс-Джанкшен сделали выбор отделиться от Эссекса, в который он ранее входил в состав, из-за несправедливого налогового бремени. 88% проголосовавших высказались за отделение. Эссекс-Джанкшен отделился 1 июля 2022 года. В результате, население Эссекса почти что вдвое снизилось.

## География
Эссекс находится в северо-западной части штата, на правом берегу реки Винуски, на расстоянии приблизительно 45 километров к северо-западу от Монтпилиера, административного центра штата. Абсолютная высота — 151 метр над уровнем моря.

Согласно данным бюро переписи населения США, площадь территории города составляет 101,8 км², из которых, 101 км² приходится на сушу и 1,8 км² (то есть 1,8 %) на водную поверхность.

## Демография
По данным переписи населения 2000 года в Эссексе проживало 18 626 человек, 5014 семей, насчитывалось 7013 домашних хозяйств и 7170 жилых домов. Средняя плотность населения составляла около 183,8 человека на один квадратный километр.

Расовый состав города по данным переписи распределился следующим образом: 95,37 % белых, 0,88 % — афроамериканцев, 0,19 % — коренных американцев, 2,25 % — азиатов, 0,02 % — выходцев с тихоокеанских островов, 1,07 % — представителей смешанных рас, 0,21 % — других народностей. Испаноговорящие составили 0,85 % от всех жителей города.
Из 7013 домашних хозяйств в 38,5 % — воспитывали детей в возрасте до 18 лет, 59,7 % представляли собой совместно проживающие супружеские пары, в 8,8 % семей женщины проживали без мужей, 28,5 % не имели семей. 21,7 % от общего числа семей на момент переписи жили самостоятельно, при этом 5,5 % составили одинокие пожилые люди в возрасте 65 лет и старше. Средний размер домашнего хозяйства составил 2,62 человека, а средний размер семьи — 3,09 человека.
Население города по возрастному диапазону по данным переписи 2000 года распределилось следующим образом: 27,9 % — жители младше 18 лет, 6,8 % — между 18 и 24 годами, 32,5 % — от 25 до 44 лет, 24,6 % — от 45 до 64 лет и 8,2 % — в возрасте 65 лет и старше. Средний возраст жителей составил 36 лет. На каждые 100 женщин в Эссекс приходилось 97,4 мужчин, при этом на каждые сто женщин 18 лет и старше приходилось 94,8 мужчин также старше 18 лет.
Средний доход на одно домашнее хозяйство в городе составил 58 441 доллар США, а средний доход на одну семью — 65 794 доллара. При этом мужчины имели средний доход в 45 428 долларов США в год против 27 426 долларов среднегодового дохода у женщин. Доход на душу населения в городе составил 25 854 долларов в год. 1,8 % от всего числа семей в городе и 2,6 % от всей численности населения находилось на момент переписи населения за чертой бедности, при этом 2,4 % из них были моложе 18 лет и 6,6 % — в возрасте 65 лет и старше.